# Condado de Kukës
El condado de Kukës (en albanés: Qarku i Kukësit) es uno de los 12 condados de Albania. Conformado por los distritos Has, Kukës y Tropojë tiene como capital a la ciudad de Kukës.
Desde la reforma de 2015, se organiza en los municipios de Has, Kukës y Tropojë.